# Lukavica (Banská Bystrica)
Lukavica (in ungherese Lukóca) è un comune della Slovacchia facente parte del distretto di Zvolen, nella regione di Banská Bystrica.